# 822 (アルバム)
『822』（パニーニ）は森山直太朗10枚目のフル・アルバム。
2018年8月22日発売。発売元はユニバーサルミュージック。
DVD付初回限定盤・通常盤の2形態で発売。

## 収録曲
全曲　作詞・作曲：森山直太朗/御徒町凧　編曲：河野圭

### ＣＤ
1. 群青
2. 出世しちゃったみたいだね
3. 人間の森
4. 糧
5. 自分が自分でないみたい
6. 罪の味
7. 絶対、大丈夫
8. みんなおんなじ
9. やがて
10. 花の名前
11. 時代は変わる

### ＤＶＤ
1. 人間の森（Music Video）
2. 群青         （at VACANT） （from SETSUNA企画#1「なんかやりたい」）
3. 糧             （YouTube Music Night with J-WAVE BAR）
4. とは         （YouTube Music Night with J-WAVE BAR）
5. 人間の森（YouTube Music Night with J-WAVE BAR）
6. 群青         （YouTube Music Night with J-WAVE BAR）
7. 822秒で振り返る「822」レコーディング風景

## タイアップ曲
- 人間の森…フジテレビNEXT×JCOMドラマ「記憶」主題歌
- 糧…テレビ東京系「ワールドビジネスサテライト」エンディング・テーマ
- 罪の味…日清食品「ぶっこみ飯」CMソング
- みんなおんなじ…NHK教育テレビ「みいつけた!」エンディング・テーマ
- 花の名前…「成城学園」創立100周年記念歌